# Temporada 2019-20 do Leicester City Football Club
A Temporada 2019-20 do Leicester City é a 115° temporada do clube inglês, a 52° na elite nacional e a 6° consecutiva na Premier League. Começou em 1° de julho de 2019 e vai acabar em 30 de junho de 2020. Nesta temporada ainda disputa a FA Cup e a EFL Cup.

## Transferências

### Entradas
| Data                  | Posição         | Jogador         | Clube anterior   | Valor                        | Referências |
| --------------------- | --------------- | --------------- | ---------------- | ---------------------------- | ----------- |
| 1 de julho de 2019    | Lateral-direito | James Justin    | Luton Town       | £6,000,000                   | [ 2 ]       |
| 4 de julho            | Atacante        | Ayoze Pérez     | Newcastle United |                              | [ 3 ]       |
| 8 de julho            | Meio-campo      | Youri Tielemans | Monaco           | [ 4 ]                        |             |
| 8 de agosto           | Meio-campo      | Dennis Praet    | Sampdoria        | [ 5 ]                        |             |
| 31 de janeiro de 2020 | Zagueiro        | Ryan Bennett    | Wolverhampton    | Empréstimo (até 30 de junho) | [ 6 ]       |

### Saídas
| Data                  | Posição          | Jogador          | Clube posterior   | Valor                         | Referências   |
| --------------------- | ---------------- | ---------------- | ----------------- | ----------------------------- | ------------- |
| 1 de julho de 2019    | Atacante         | Shinji Okazaki   | Málaga            |                               | [ 7 ] [ 8 ]   |
| 1 de julho de 2019    | Lateral-direito  | Danny Simpson    | Huddersfield Town |                               | [ 7 ] [ 9 ]   |
| 5 de agosto           | Zagueiro         | Harry Maguire    | Manchester United | £80,000,000                   | [ 10 ]        |
| 8 de agosto           | Lateral-esquerdo | Callum Elder     | Hull City         |                               | [ 11 ]        |
| 16 de agosto          | Meio-campo       | Andy King        | Rangers           | Empréstimo (até 5 de janeiro) | [ 12 ] [ 13 ] |
| 21 de agosto          | Atacante         | Islam Slimani    | Monaco            | Empréstimo (até 30 de junho)  | [ 14 ]        |
| 23 de agosto          | Meio-campo       | Adrien Silva     | Monaco            | Empréstimo (até 30 de junho)  | [ 15 ]        |
| 30 de agosto          | Zagueiro         | Alex Pașcanu     | CFR Cluj          | €600,000                      | [ 16 ]        |
| 3 de setembro         | Ponta-direita    | Fousseni Diabaté | Amiens            | Empréstimo (até 30 de junho)  | [ 17 ]        |
| 3 de setembro         | Ponta-direita    | Rachid Ghezzal   | Fiorentina        | Empréstimo (até 30 de junho)  | [ 18 ]        |
| 16 de janeiro de 2020 | Meio-campo       | Andy King        | Huddersfield Town | Empréstimo (até 30 de junho)  |               |